# Gonomyia auchetes
Gonomyia auchetes är en tvåvingeart som beskrevs av Alexander 1962. Gonomyia auchetes ingår i släktet Gonomyia och familjen småharkrankar. Inga underarter finns listade i Catalogue of Life.